# Lingue mataco-guaicuru
Il Mataguayo–Guaicuru, Mataco–Guaicuru o Macro-Waikurúan è una proposta di famiglia linguistica composta da 12 lingue native americane, suddivise in 2 sottofamiglie: le lingue motocoane e le lingue guaicuruane. Pedro Viegas Barros rivendica di averlo dimostrato. Queste lingue sono parlate in Argentina, Brasile, Paraguay, e Bolivia.

## Relazioni genetiche
Jorge Suárez collega le lingue Guaicuruane e le Lingue Charruane in un ceppo Waikuru-Charrúa. Kaufman (2007: 72) ha anche aggiunto le lingue Lule–Vilela e le Lingue Zamucoane, mentre Morris Swadesh propone un ceppo Macro-Mapuche che include le lingue Matacoa, Guaicurua, Charrúa, e Mascoya. Campbell (1997) sostiene che queste ipotesi andrebbero ancora investigate, sebbene non intenda valutarle ulteriormente.

## Contatti linguistici
Jolkesky (2016) sottolinea similitudini lessicali con le lingue Arawakan, le lingue Tupian, le lingue Trumai, e le lingue Ofayé dovute ai contatti tra le famiglie linguistiche che riporterebbero a una origine di Proto-Mataguayo-Guaicuruane nel bacino superiore del fiume Paraguay.

## Classificazione
La classificazione interna secondo Jolkesky (2016):
(† = estinta)
Macro-Mataguayo-Guaykuru
- Payagua †
- Guachi †
- Guaykuru
  - Kadiweu
  - Qom-Abipon
    - Abipon †
    - Qom
      - Qom, meridionale: Mokovi
      - Qom, settentrionale: Pilaga; Toba
- Mataguayo
  - Mataguayo, occidentale
    - Chorote: Chorote Iyojwa'ja; Chorote Iyo'wujwa
    - Wichi: Wichi Guisnay; Wichi Nokten; Wichi Vejoz

  - Mataguayo, orientale
    - Maka
    - Nivakle